# 2171 Kiev
2171 Kiev è un asteroide della fascia principale del diametro medio di circa 9,11 km. Scoperto nel 1973, presenta un'orbita caratterizzata da un semiasse maggiore pari a 2,2555875 UA e da un'eccentricità di 0,1661176, inclinata di 7,51644° rispetto all'eclittica.
L'asteroide è stato intitolato alla città di Kiev, l'odierna capitale dell'Ucraina.